# Zêta-Carotène
Le ζ-carotène (zêta-carotène) est un caroténoïde. Il est différent de l'α-carotène et du β-carotène car il est acyclique. Le ζ-carotène a une structure similaire à celle du lycopène, mais possède 4 atomes d'hydrogène supplémentaires. Le ζ-carotène peut être utilisé comme intermédiaire dans la formation du β-carotène. Une réaction de déshydrogénation convertit le ζ-carotène en lycopène, qui peut ensuite être transformé en β-carotène grâce à l'action de l'enzyme lycopène bêta-cyclase,. L'enzyme zêta-carotène désaturase catalyse la conversion du ζ-carotène en lycopène par l'intermédiaire du neurosporène,.
Le ζ-carotène est un produit naturel présent dans Lonicera japonica, Rhodospirillum rubrum, Prunus persica et Neurospora crassa.
Le ζ-carotène possède deux isomères cis: 15-cis-ζ-carotène et 9,9',15-tri-cis-ζ-carotène.